# Mindouli
Mindouli är ett distrikt i Kongo-Brazzaville. Det ligger i departementet Pool, i den södra delen av landet, 100 km väster om huvudstaden Brazzaville.